# Montigny-le-Franc
Montigny-le-Franc è un comune francese di 163 abitanti situato nel dipartimento dell'Aisne della regione dell'Alta Francia.

## Società
.

### Evoluzione demografica
Abitanti censiti